# 和弦外音
若有一个音，且这个音所处的和弦中不包括这个音，则这个音被称作和弦外音，或简称外音。

## 诸论
在音乐的陈述中，一般可以分为旋律及由和弦构成的（和声的）伴奏两个部分。
旋律中的每一个音，根据和它同时发生的和弦的关系，可以分为和弦音与和弦外音。
属于这个同时发声的和弦，包括其根音、三音、五音、七音或九音，都是和弦音。
任何其他不属于这个和弦的音，都是和弦外音。
有时，旋律的发展仅限于和弦音。
但更常见的是由和弦音与和弦外音综合构成的旋律。

## 延留音
延留音出现在强拍或次强拍，它使在音高上与自己接近，并在一般情况下紧接着出现的和弦音延迟出现。

### 延留音的各种形式：
- 悬停音——又称有准备、向下解决的延留音；挂留音。
- 阻碍音——又称有准备、向上解决的延留音。
- 倚音——又称没有准备的延留音。

除了延留音外，所有其他的和弦外音都出现在弱拍上

## 经过音
它充填在两个不同和弦音之间，成为向上或向下级进的一种“过渡”。

## 辅助音
它用级进的方式（向上或向下）把一个和弦音和它的重复音连接起来。

### 辅助音的各种形式
- 邻音——又称前后级进的辅助音；邻接音；刺绣音。
- 逃音——又称前级后跳的辅助音；逸音。
- 够音——又称前跳后级的辅助音；后部倚音。
- 环音——又称上下环绕式双辅助音

## 先现音
先现音（又称先取音）是后一和弦音（在弱拍上）的提前出现

## 偶然结合

### 非三度结构的和音
在强拍或弱拍上出现的和弦外音导致了非三度结构和音（人们称之为“偶然结合”）的形成。当这种和音在弱拍上出现时，它们是经过的、辅助的，有时是先现的和音。
由延留音在强拍上形成的非三度结构和音形成一种高度紧张的效果并要求得到缓和，而这种缓和是在解决，也就是恢复到三度结构的和弦时才能形成。

### 三度结构偶然结合的和音
有时，由延留音（或经过音等）构成的和音在表面上看来也可以按三度排列。
对于三度结构的延留音与和弦，一般可以根据下列特点加以区别：
- 三度结构的延留音形成的和弦往往是该时期所不常用的（例如在维也纳古典作曲家作品中的S7）
- 三度结构的延留音所处的位置与正常的功能进行规律不相符

这种由延留音构成的具有三度结构的和音没有独立的功能，叫做假(也就是不独立的)和弦。
不仅延留音，其他形式的和弦外音（经过音、辅助音、先现音）也经常形成假和弦。它们的共同特点就是旋律的倾向性，而延留音由于其节奏位置（在小节的强拍上），在这方面表现得更为鲜明。

破坏和弦的三度结构的延留音在19世纪以前，在记谱上还总是记成没有短斜线的长倚音（但其奏法是在强拍上，跟和弦的其他音同时奏出）。